# Meteor Crater

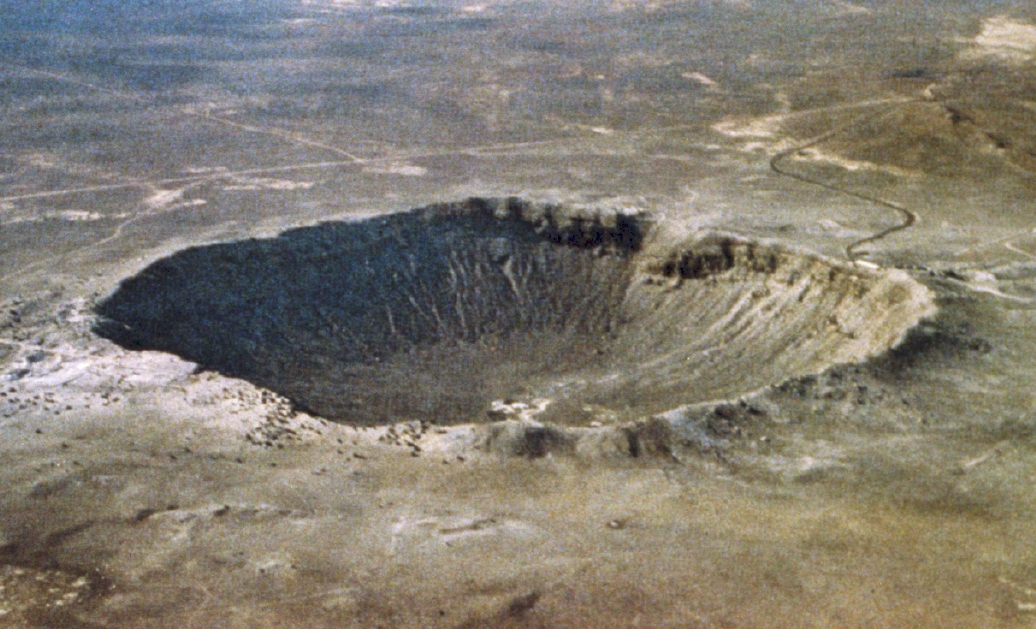
Meteor Crater

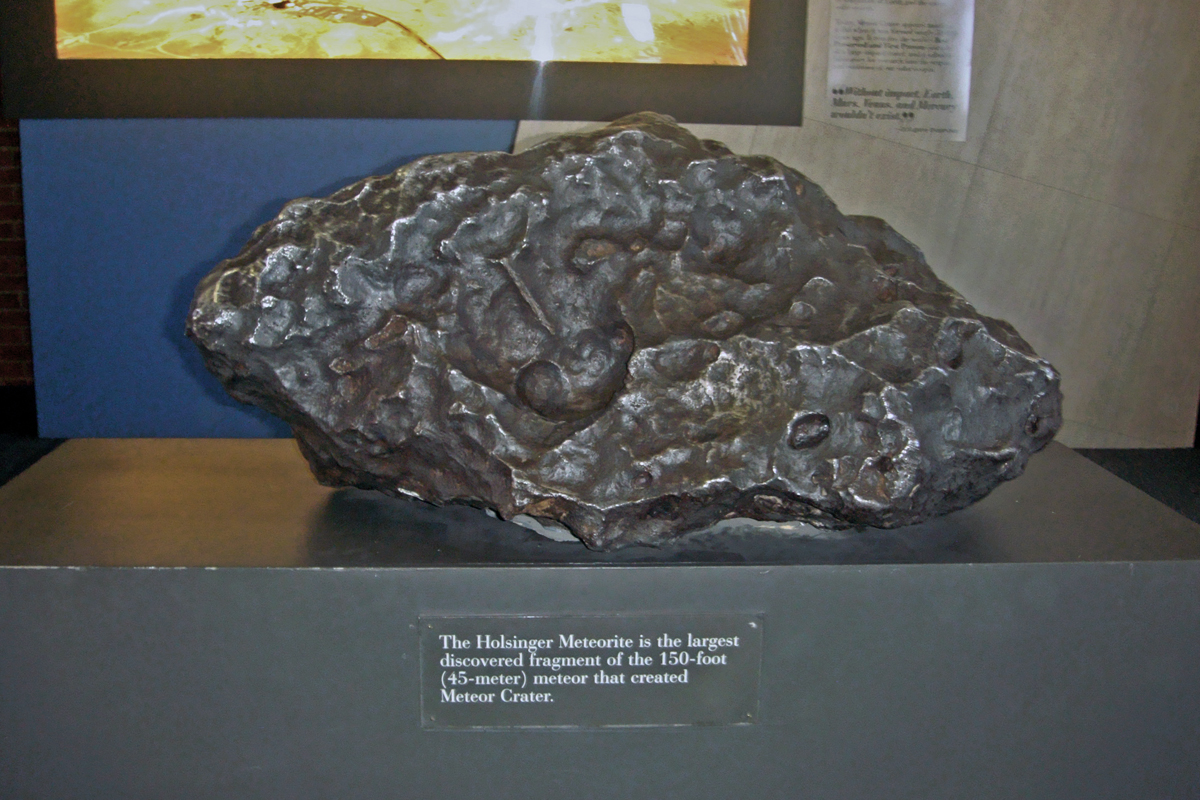
Největší nalezený fragment meteoritu, který vytvořil Meteor Crater, vystavený v turistickém centru Meteor Crater, Flagstaff, Arizona

Meteor Crater (též Barringerův kráter, anglicky Barringer Crater) je impaktní kráter v USA v Coconino County v Arizoně. Leží asi 55 kilometrů východně od města Flagstaff v poušti Painted Desert.

## Popis
Kráter má průměr asi 1200 metrů a tvar široké ploché mísy. Jeho okraje částečně vystupují nad úroveň okolního terénu. Vznikl v období pleistocénu před přibližně 50 tisíci lety dopadem meteoritu, který měřil okolo 50 metrů a vážil cca 300 tisíc tun. Při nárazu rychlostí asi 65 tisíc km/h (možná ale jen 45 000 km/h) se téměř celý vypařil a uvolnil energii cca 20 megatun TNT. Úlomky tělesa obsahující nikl a železo se rozptýlily po okolí.

## Specifika impaktoru a impaktu
Podle některých odhadů mělo těleso objem asi 62 300 m³, hustotu až 9000 kg na metr krychlový a hmotnost v rozmezí 300 000 až 500 000 tun. Výsledná energie pak mohla odpovídat explozi atomové bomby o 29 Mt TNT. Následkem impaktu byla zničena pravděpodobně veškerá stojatá stromová vegetace v okruhu asi 14–19 kilometrů a shořelo rostlinstvo na celkové ploše 800 až 1500 km². Všichni větší živočichové byli zabiti zhruba do vzdálenosti 10–15 kilometrů, těžká zranění utrpěli ještě do vzdálenosti kolem 25 km. Dopad tělesa Chicxulub na konci druhohorní křídy však uvolnilo ještě asi 700 milionkrát větší energii.

## Vznik kráteru
Původ kráteru byl dlouho obestřen tajemstvím. Teorii dopadu vesmírného tělesa jako první vyslovil v roce 1902 důlní inženýr Daniel Barringer, který v kráteru marně pátral po zbytcích tělesa. Potvrzena však byla o mnoho desetiletí později, když geologové Eugene Shoemaker, Edward Chao a Daniel Milton objevili na místě dopadu minerály coesit a stišovit, které mohou vzniknout pouze za velmi vysokých teplot a vysokého tlaku. Shoemaker také upozornil na podobnost kráteru s krátery na místě pokusů s atomovými bombami v Nevadě. Zbytky vesmírného tělesa nebyly nalezeny zjevně proto, že se po dopadu většina hmoty meteoritu vypařila.